# Kommission über Sicherheit und Zusammenarbeit in Europa

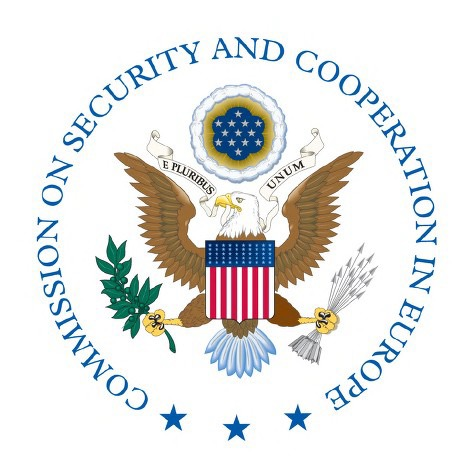
Logo

Die Kommission über Sicherheit und Zusammenarbeit in Europa (englisch Commission on Security and Cooperation in Europe, CSCE), auch bekannt als U.S. Helsinki Commission, ist eine unabhängige Behörde der US-Regierung. Sie wurde 1976 durch den US-amerikanischen Kongress eingerichtet, um die Einhaltung der Schlussakte von Helsinki und anderer Verpflichtungen der Organisation für Sicherheit und Zusammenarbeit in Europa (OSZE) zu überwachen und voranzutreiben.
Die Kommission besteht normalerweise aus jeweils neun Mitgliedern des Senats und des Repräsentantenhauses sowie jeweils einem Delegierten des amerikanischen Außenministeriums, des Verteidigungsministeriums und des Wirtschaftsministeriums. Vorsitzender war von 2019 bis 2021 der Abgeordnete im Repräsentantenhaus des Bundesstaates Florida, Alcee Hastings (Demokratische Partei).